# واكاياما (واكاياما)

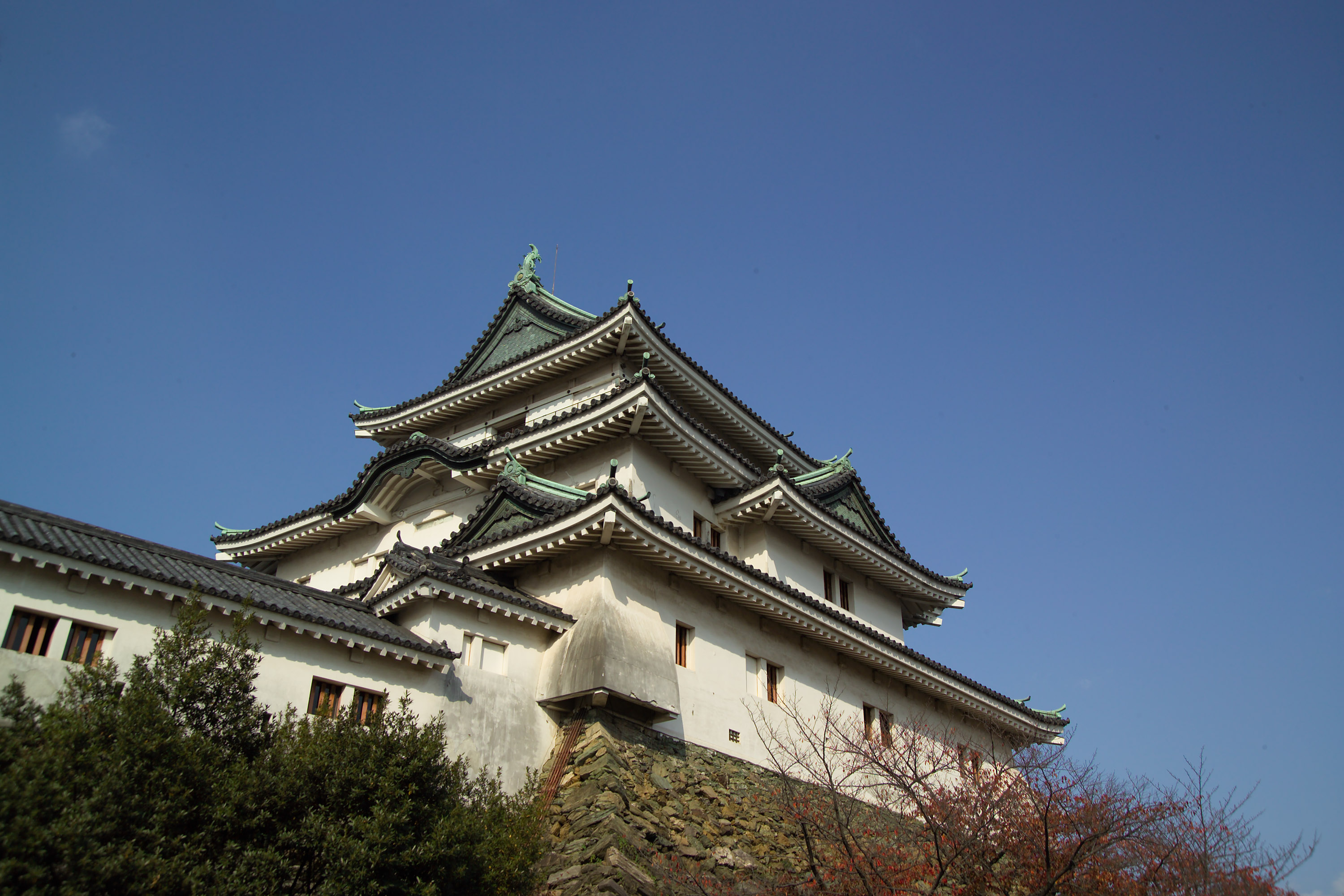
قلعة واكاياما

واكاياما (和歌山市—شي) هي عاصمة محافظة واكاياما في منطقة كانساي في اليابان. المدينة تأسست في 1 أبريل / نيسان عام 1889.
وارتفع عدد السكان من 382 155 في عام 2003 إلى 386 501 في عام 2004، أي بزياده قدرها 1,87 ٪. كثافه في عام 2003 1 826,74 نسمة لكل كيلو متر مربع. وتبلغ المساحة الإجماليه 209,20 كيلومتر مربع.
وقعت هذه الزيادة في عدد السكان على الرغم من الصعوبات الاقتصادية في المنطقة، التي عانت من نقل مركز إنتاج الصلب سوميتومو الصلب في الصين. وقد واكاياما ومصانع الصلب قد خفضت وإعادة هيكلتها، وبعد ذلك أغلقت تماما في عام 2004
وتعرف واكاياما في أنحاء اليابان «بالميكيان»(الميكان مصطلح باليابانية يدل على الحوامض الحلوة) و«الأنبوشي» (خوخ مالح تشتهر المدينة بتصنيعه)
تحد واكاياما من الشمال جبال محافظة «أوساكا» وشطر من طريق نهر «كينوكاوا» وتوجد في مركز المدينة قلعة شهيرة وضخمة بنيت على جبل «طورافوسو».

## المناخ
يظهر الجدول التالي التغييرات المناخية على مدار السنة لواكاياما:
| البيانات المناخية لـواكاياما      | البيانات المناخية لـواكاياما | البيانات المناخية لـواكاياما | البيانات المناخية لـواكاياما | البيانات المناخية لـواكاياما | البيانات المناخية لـواكاياما | البيانات المناخية لـواكاياما | البيانات المناخية لـواكاياما | البيانات المناخية لـواكاياما | البيانات المناخية لـواكاياما | البيانات المناخية لـواكاياما | البيانات المناخية لـواكاياما | البيانات المناخية لـواكاياما | البيانات المناخية لـواكاياما |
| الشهر                             | يناير                        | فبراير                       | مارس                         | أبريل                        | مايو                         | يونيو                        | يوليو                        | أغسطس                        | سبتمبر                       | أكتوبر                       | نوفمبر                       | ديسمبر                       | المعدل السنوي                |
| --------------------------------- | ---------------------------- | ---------------------------- | ---------------------------- | ---------------------------- | ---------------------------- | ---------------------------- | ---------------------------- | ---------------------------- | ---------------------------- | ---------------------------- | ---------------------------- | ---------------------------- | ---------------------------- |
| متوسط درجة الحرارة الكبرى °م (°ف) | 9.5 (49.1)                   | 10.0 (50.0)                  | 13.5 (56.3)                  | 19.5 (67.1)                  | 23.6 (74.5)                  | 26.6 (79.9)                  | 30.6 (87.1)                  | 32.1 (89.8)                  | 28.3 (82.9)                  | 22.7 (72.9)                  | 17.4 (63.3)                  | 12.3 (54.1)                  | 20.5 (68.9)                  |
| المتوسط اليومي °م (°ف)            | 5.5 (41.9)                   | 5.8 (42.4)                   | 8.9 (48.0)                   | 14.6 (58.3)                  | 18.9 (66.0)                  | 22.5 (72.5)                  | 26.6 (79.9)                  | 27.6 (81.7)                  | 23.9 (75.0)                  | 18.0 (64.4)                  | 12.8 (55.0)                  | 8.0 (46.4)                   | 16.1 (61.0)                  |
| متوسط درجة الحرارة الصغرى °م (°ف) | 1.9 (35.4)                   | 2.0 (35.6)                   | 4.4 (39.9)                   | 10.0 (50.0)                  | 14.4 (57.9)                  | 19.1 (66.4)                  | 23.4 (74.1)                  | 24.0 (75.2)                  | 20.3 (68.5)                  | 13.9 (57.0)                  | 8.6 (47.5)                   | 4.1 (39.4)                   | 12.2 (53.9)                  |
| الهطول مم (إنش)                   | 49.0 (1.93)                  | 59.3 (2.33)                  | 89.2 (3.51)                  | 124.4 (4.90)                 | 136.8 (5.39)                 | 212.8 (8.38)                 | 149.0 (5.87)                 | 108.5 (4.27)                 | 200.2 (7.88)                 | 111.1 (4.37)                 | 73.1 (2.88)                  | 39.2 (1.54)                  | 1٬352٫6 (53.25)              |
| متوسط تساقط الثلوج سم (إنش)       | 1 (0.4)                      | 1 (0.4)                      | 1 (0.4)                      | 0 (0)                        | 0 (0)                        | 0 (0)                        | 0 (0)                        | 0 (0)                        | 0 (0)                        | 0 (0)                        | 0 (0)                        | 0 (0)                        | 3 (1.2)                      |
| متوسط الرطوبة النسبية (%)         | 63                           | 63                           | 62                           | 65                           | 68                           | 75                           | 76                           | 73                           | 73                           | 70                           | 68                           | 66                           | 69                           |
| ساعات سطوع الشمس الشهرية          | 137.1                        | 134.2                        | 175.6                        | 180.3                        | 203.7                        | 161.2                        | 207.2                        | 228.3                        | 162.1                        | 164.2                        | 142.2                        | 134.9                        | 2٬031                        |
| المصدر: NOAA (1961-1990)          |                              |                              |                              |                              |                              |                              |                              |                              |                              |                              |                              |                              |                              |

## توأمة
لواكاياما (واكاياما) اتفاقيات توأمة مع كل من:
- بيكرسفيلد
- جينان
- جيجو

## أعلام
- آية كوياما
- نوريوكي ساكاموتو
- هايد
- ناوتو ماتسوؤو
- كونوسكه ماتسوشيتا
- توكوغاوا يوشيمونه